# Providence (Guyana)
Pour les articles homonymes, voir Providence.
Providence est une ville du Guyana située dans la région du Demerara-Mahaica et qui jouxte Georgetown au Sud. La ville est principalement connue grâce au Providence Stadium , le plus grand stade du pays, utilisé notamment pour les matchs de cricket. 
Providence est située sur la rive est du fleuve Demerara et se trouve à environ 10 kilomètres au sud de la capitale, Georgetown.